# Lightning de Tel Aviv
Le Lightning de Tel Aviv était une équipe de la Ligue israélienne de baseball en 2007. Le club évoluait à Tel Aviv en Israël.

## Histoire
Le Lightning est l'un des 6 clubs qui composent la Ligue israélienne de baseball, qui ne joue qu'une seule saison, en 2007. L'équipe joue ses matchs locaux au Sportek Baseball Field de Tel Aviv. 
Le gérant du Lightning à sa seule saison est Steve Hertz, un ancien joueur de la Ligue majeure de baseball.
En 2007, le Lightning de Tel Aviv termine au 2e rang de la Ligue israélienne avec une fiche de 26 victoires et 14 défaites, ce qui leur évite le premier tour des séries éliminatoires et leur permet d'accéder directement à la demi-finale. Ils perdent cependant cette rencontre, 4-2 aux mains du Miracle de Modi'in. 
Le lanceur droitier australien Adam Crabb se joint au Lightning en octobre 2006, devenant l'un des deux premiers joueurs (avec Dan Rootenberg des Tigers de Netanya) à signer un contrat avec un club de la nouvelle Ligue israélienne.
Dan Rothem, un natif de Tel Aviv, évolue pour le Lightning et reçoit à la fin de l'année le prix du meilleur joueur israélien de la saison. 
Aaron Pribble, du Lightning, est le lanceur de l'IBL qui affiche la meilleure moyenne de points mérités (1,94) au cours de la seule saison de la ligue. 
Le joueur de troisième but Nate Fish partage avec Hector De Los Santos, du club de Netanya, le prix du meilleur joueur de champ intérieur défensif.